# Mitsutoshi Shimabukuro
Mitsutoshi Shimabukuro (島袋 光年), (Okinawa, Japão, 19 de maio de 1975) é um mangaka japonês. Debutou como mangaka em 1996 na revista Weekly Shōnen Jump, recebendo o Prêmio Akatsuka por ser o Melhor Novo Mangaka do Ano.
Sua série mais popular é Seikimatsu Leader den Takeshi! (世紀末リーダー伝たけし!, "Um Conto de um Líder no Fim do Século Takeshi!") (1997–2002, 24 volumes), obra na qual ganhou em 2001 o prêmio Shogakukan na categoria de Melhor Mangá Infantil. Atualmente sua série Toriko (トリコ) é publicada pela Weekly Shōnen Jump desde 2008.
Em 2002 foi preso por delito de violação das leis de prostituição infantil, incluindo o pagamento de ¥80,000 a uma menor de 16 anos para fazer sexo. Como resultado da prisão, Seikimatsu Leader Den Takeshi! foi cancelado pela Weekly Shōnen Jump.
Shimabukuro é amigo de Eiichiro Oda, criador de One Piece.